# Abtei Tart
Die Abtei Tart, auch Le Tart, war das erste zisterziensische Nonnenkloster. Die heute nur noch in Ruinen erhaltene Abtei befand sich in der heutigen französischen Gemeinde Tart-l’Abbaye in Burgund am Ufer des Flusses Ouche, nur wenige Kilometer vom zisterziensischen Mutterkloster Cîteaux entfernt.

## Geschichte

### Die Gründung und das erste Jahrhundert
Die Gründungsurkunde der Abtei Tart datiert ins Jahr 1132, aus der Urkunde geht jedoch hervor, dass es schon 1125 zu entsprechenden Schenkungen gekommen war. Gründer waren Arnoul Cornu, Herr von Tart-le-Haut und seine Frau Emeline; die ursprüngliche Schenkung umfasste die Ländereien von Tart, Zehnte zu Rouvres und Tart-la-Ville sowie einen Hof in Marmot. Die Vorbereitungen der Klostergründung hatten außerdem bereits einige Jahre davor, etwa 1120, begonnen: beteiligt waren nicht nur Arnoul Cornu, sondern auch sein Lehnsherr, der Bischof von Langres, Josserand de Brancion, und das Domkapitel von Langres, die Familie von Herzog Hugo II. von Burgund sowie Stephan Harding, zu der Zeit Abt von Cîteaux.
Erste Äbtissin des Klosters wurde Elizabeth von Vergy, die Witwe des Humbert von Mailly, Herr von Fauverney und Tochter des Savary von Donzy, Graf von Chalon-sur-Saône. Zuvor war sie Novizin des Benediktinerklosters Jully in Jully-les-Nonnains, von wo aus die neue Abtei auch besiedelt wurde.
1147 stellte Papst Eugen III. die Abtei durch eine Bulle unter päpstlichen Schutz – dieser wurde auch von seinen Nachfolgern immer wieder bestätigt.
Die Abtei erfuhr zahlreiche Stiftungen und Landschenkungen durch die Adeligen der Gegend, sodass die Nonnen finanziell abgesichert waren. Ihre Ländereien umfassten auch einige Weingärten: Vignoble de Bourgogne, außerdem Weingründe in Beaune, Chambolle-Musigny, Morey-Saint-Denis, Chézeaux und Vosne-Romanée. Weinproduktion und Verkauf wurden ein wichtiger Wirtschaftsfaktor des Klosters, die in den Weingärten und auch auf anderen Ländereien zu verrichtende Arbeit wurde jedoch als zu schwer für Frauen angesehen, weshalb die Arbeit von Konversen aus Cîteaux übernommen wurde. Da auch deren Arbeitskraft begrenzt war und sie dem Kloster Tart daher nur zeitweise zur Verfügung standen, mussten meist Tagarbeiter für die anstehenden Arbeiten angeheuert werden.
Enge Verbindungen zu Cîteaux bestanden weiterhin auch in anderen Bereichen: Der Abt von Cîteaux überwachte die klösterliche Disziplin und setzte die Äbtissin ein, welche im Fall von Tart nicht vom Konvent gewählt werden konnte. Tart stand in der Folge an der Spitze der zisterziensischen Frauenklöster und es kam zu vielen von Tart ausgehenden Tochtergründungen in Frankreich und Spanien. Am Ende des 13. Jahrhunderts galt das Kloster aufgrund seines Grundbesitzes als wohlhabend; es konnte folglich den Hundertjährigen Krieg und andere Krisen überstehen.

### Niedergang und Reform
In den ersten 100 Jahren ihres Bestehens – und unter der engen Bindung zu Cîteaux – zeichnete die Abtei die große Frömmigkeit und Disziplin der Nonnen aus, was zu einer besonderen Hochschätzung Tarts beigetragen hatte. Danach setzte ein gewisser Verfall ein – bedingt sowohl durch äußere Einflüsse wie Kriege und wirtschaftliche Krisen, als auch durch eine Entwicklung, von der die meisten Frauenkonvente der Zeit betroffen waren. Es handelte sich hierbei um die Praxis vieler adeliger Familien, Klöster als sichere Unterbringung ihrer unverheirateten Töchter zu nutzen. Die so zu Nonnen gewordenen Frauen waren daher nicht immer einem religiösen Leben zugeneigt, was sich negativ auf das monastische Leben und die klösterliche Disziplin auswirkte. Im 16. Jahrhundert war die Abtei bereits stark im Niedergang begriffen – auch Eingriffe von Bischöfen und Päpsten vermochten nichts am verweltlichten Leben der Nonnen zu ändern.
Erst 1617 kamen mit der neuen Äbtissin Jeanne-Françoise von Courcelles de Pourlan Reformimpulse nach Tart. Entgegen dem Widerstand ihres Konvents fand sie einen Unterstützer ihrer Reformbestrebungen in Sébastien Zamet, dem Bischof von Langres. Da äußere und innere Reformwiderstände jedoch anhielten, entschied man schließlich, dass eine Reform im gegenwärtigen Zustand in Tart nicht möglich, der einzige Weg dagegen ein Umzug der Nonnen nach Dijon sei. Vom städtischen Umfeld in Dijon erhoffte man sich, die Klosterdisziplin besser wiederherstellen zu können. Fünf reformwillige Nonnen und zwei Novizinnen zogen daraufhin, am 24. Mai 1623, nach Dijon.

### Dijon
Die ersten Jahre in Dijon gestalten sich für den Konvent nicht komfortabel: es gab lange Verzögerungen bei der Suche nach geeigneten Räumlichkeiten und die finanziellen Mittel schrumpften, nachdem es im Zuge des Dreißigjährigen Krieges zu Zerstörungen der Ländereien und Gebäude in Tart gekommen war.
Nachdem in Cîteaux ein Reformgegner – Pierre Nivelle – zum neuen Abt gewählt worden war, ergriff die Äbtissin Jeanne de Pourlan die Initiative und stellte ihren Konvent unter die Jurisdiktion des Bischofs von Langres. Außerdem änderte sie das alte System dahingehend, dass nicht mehr der Abt von Cîteaux die neue Äbtissin einsetzte, sondern diese für den Zeitraum von drei Jahren vom Nonnenkonvent gewählt werden konnte. Von 1630 bis 1635 war die Reformerin Agnès Arnauld gewählte Äbtissin von Tart.

### Aufhebung
Im Zuge der Französischen Revolution kam es zur Aufhebung der Abtei in Dijon.
In den Klostergebäuden ist heute ein Museum für das Leben in Burgund, das Musée de Perrin de Puycousin, untergebracht. Die ehemalige Kirche beherbergt jetzt das Dijon-Museum für Sakrale Kunst, das Musée d’art sacré de Dijon.